# David W. Ball

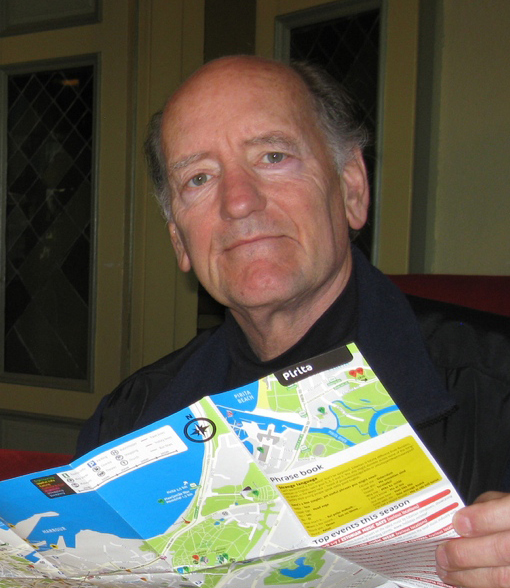
David W. Ball

David Wadsworth Ball (* 12. September 1949 in Denver, Colorado), bzw. David Ball, ist ein US-amerikanischer Schriftsteller. Er ist vor allem bekannt für historische Romane.

## Leben
David Ball wurde am 12. September 1949 in Denver als Sohn von Jack und Carol Ball geboren. Seine Eltern betrieben ein eigenes Blumengeschäft in Denver. Er wuchs im Stadtteil Park Hill auf, welcher als Vorlage für eine Nachbarschaft in seinem zweiten Buch diente. 1972 erhielt er an dem Metropolitan State College of Denver seinen Bachelor of Arts in Politikwissenschaften. Nach seinem Master of Science in Journalismus im Jahre 1973 an der Columbia University machte er sich auf, die Welt zu erkunden.
Ball hat bereits ein bewegtes Leben hinter sich und ist ein echter Globetrotter. Er bereiste nach eigenen Angaben über 50 Länder auf allen Kontinenten verteilt. Zu den Aktivitäten des ehemaligen Piloten gehörten Sargmacher, Geschäftsmann, Taxifahrer in New York City und Straßenbauer in Westafrika. Zudem baute er Telefonmasten in Kamerun und fuhr in einem VW-Bulli durch die Anden, renovierte viktorianische Häuser in Denver und verkaufte Benzin in Grand Tetons.
Die Länder, in denen seine Romane spielen, wie China, Malta, Algerien und auch die Stadt Istanbul, hat er ausgiebig bereist und betreibt in seiner Freizeit neben den Recherchen zu seinen Romanen gerne das Skifahren, Angeln, Laufen, Baseball und Besuche in der Oper.
David Ball lebt mit seiner Frau Melinda Ball und seinen beiden Kindern, Ben und Elizabeth, in einem selbstgebauten Haus in den Rocky Mountains und schreibt gerade an einem weiteren historischen Roman. Dieser Roman soll sich mit der Stadt London und dem Mittelmeerraum im 17. Jahrhundert befassen.

## Werke (Auswahl)
Erzählungen
- The scroll. In: George R. R. Martin und Gardner R. Dozois (Hrsg.): Warriors. Tor Publ., New York 2010, ISBN 978-0-7653-2048-3.
- Provenance. In: George R. R. Martin und Gardner R. Dozois (Hrsg.): Rogues. Bantam Books, New York 2014, ISBN 978-0-345-53726-3.

Romane
- Empires of Sand. Bantam Books, New York 1999, ISBN 0-553-11014-4.
  - deutsch: Ikufar, Sohn der Wüste. Roman. Schneekluth, München 1999, ISBN 3-7951-1661-9[1]
- China Run. A novel. Simon & Schuster, New York 2002, ISBN 0-7432-2743-3.
  - deutsch: Nacht über dem Yangtse. Thriller. Knaur-Taschenbuchverlag, München 2007, ISBN 978-3-426-63527-8[1]
- Ironfire. A novel of the Knights of Malta and the last battle of the crusades. Delacorte Press, New York 2004, ISBN 0-385-33601-2.
  - deutsch: Asha, Sohn von Malta. Roman. Schneekluth, München 2003, ISBN 3-7951-1826-3[1]